# Внешнее ядро

Внешнее ядро обозначено цифрой 6 на разрезе Земли

Внешнее ядро Земли — жидкий слой толщиной около 2250 километров. Он состоит из железа и никеля. Ядро расположено выше твёрдого внутреннего ядра Земли и ниже её мантии. Его внешняя граница — 2890 км под поверхностью Земли. Переход от внутреннего ядра ко внешнему находится на глубине около 5150 км под поверхностью Земли.
Диапазон температур во внешнем ядре составляет от 4400 °C во внешних областях до 6100 °C недалеко от внутреннего ядра. Внешнее ядро не находится под достаточным давлением, чтобы быть твёрдым, так что жидкость, даже если она имеет состав, похожий на внутреннее ядро, остаётся жидкостью. Сера и кислород также иногда встречаются во внешнем ядре Земли.

## Значение для планеты
Вихревые токи в жидкости внешнего ядра, как считается, влияют на магнитное поле Земли. Средняя напряжённость магнитного поля во внешнем ядре Земли — 25 Гаусс, в 50 раз сильнее, чем магнитное поле на поверхности. Без внешнего ядра жизнь на Земле была бы совсем другой. Конвекция жидких металлов во внешнем ядре создаёт магнитное поле Земли. Оно простирается от Земли на несколько тысяч километров, и создаёт своего рода защитный пузырь вокруг планеты, который сохраняет её от солнечного ветра. Без этого поля солнечный ветер попадал бы напрямую в атмосферу Земли, что привело бы к улетучиванию воды и испарению всех океанов. В результате, атмосфера Земли стала бы очень горячей, что сделало бы планету почти безжизненной. Учёные предполагают, что подобная ситуация случилась с Венерой.